# Кункурське сільське поселення
Кунку́рське сільське поселення (рос. Кункурское сельское поселение) — сільське поселення у складі Агінського району Забайкальського краю Росії.
Адміністративний центр — село Кункур.

## Історія
2013 року було утворено село Верхній Кункур шляхом виділення частин із села Кункур.

## Населення
Населення сільського поселення становить 865 осіб (2019; 1095 у 2010, 1056 у 2002).

## Склад
До складу сільського поселення входять:
| Населений пункт      | Населення, осіб (2002) | Населення, осіб (2010) |
| -------------------- | ---------------------- | ---------------------- |
| Верхній Кункур, село | -                      | -                      |
| Кункур, село         | 1011                   | 1052                   |
| Цугол, село          | 45                     | 43                     |